# Santhià
Santhià (piemontesisch Santià oder Sant'Àgata) ist eine italienische Gemeinde (comune) in der  Provinz Vercelli (VC), Region Piemont.

## Lage und Einwohner
Der Ort liegt in der Po-Ebene auf einer Höhe 183 m s.l.m. etwa 20 km nordwestlich von Vercelli entfernt. Das Gemeindegebiet umfasst eine Fläche von 53 km² und hat 8058 Einwohner (Stand 31. Dezember 2023) Die Nachbargemeinden sind Alice Castello, Carisio, Casanova Elvo, Cavaglià, Crova, Formigliana, San Germano Vercellese und Tronzano Vercellese.

## Persönlichkeiten
- Ignatius von Santhià (1686–1770), Kapuziner, Heiliger der römisch-katholischen Kirche
- Jacopo Durandi (1739–1817), Schriftsteller, Librettist und Historiker
- Francesco Mattea (1895–1973), Fußballschiedsrichter
- Gianni Ambrosio (* 1943), katholischer Geistlicher, Bischof von Piacenza-Bobbio

## Einzelnachweise

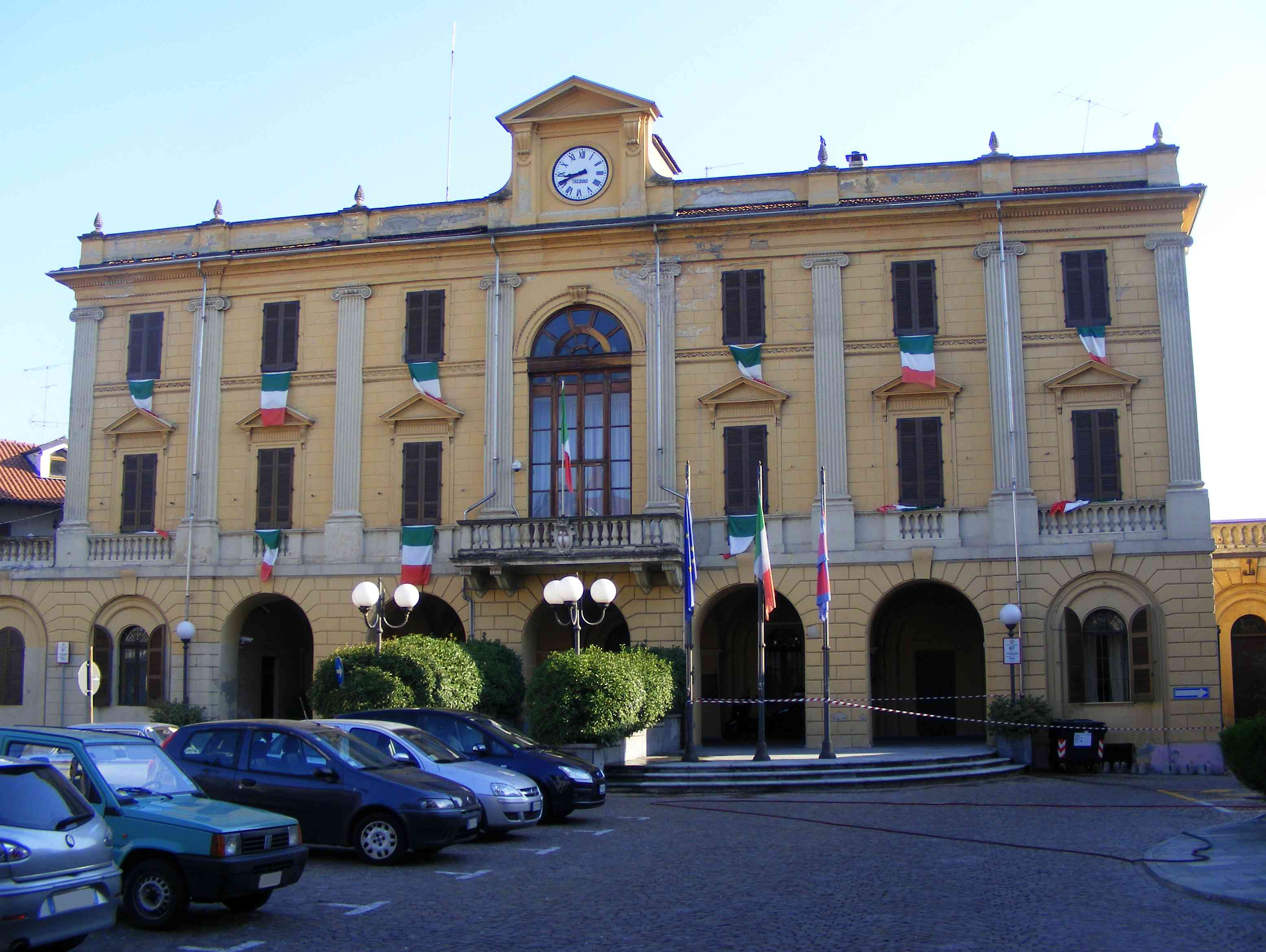
Rathaus
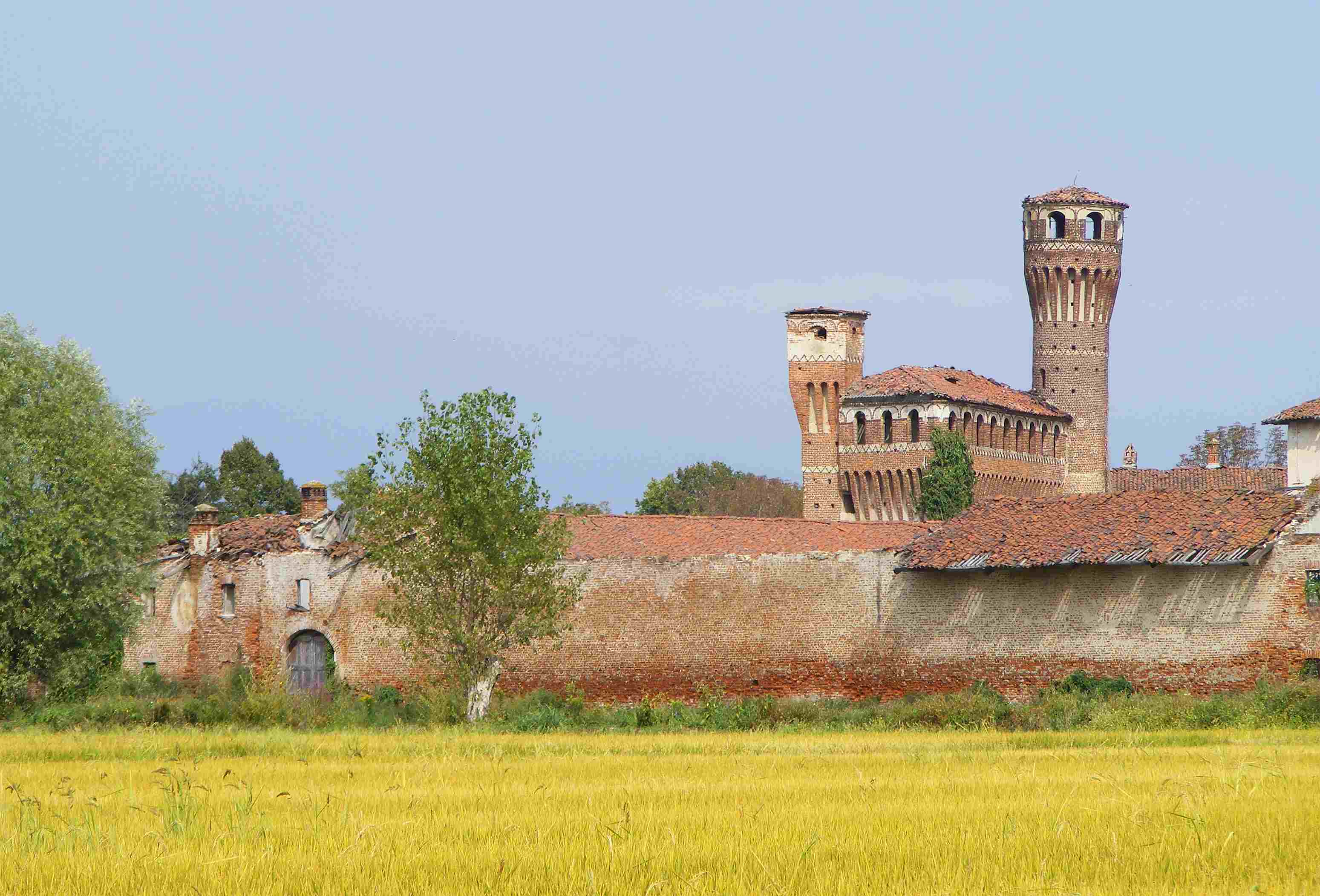
Castello di Vettignè
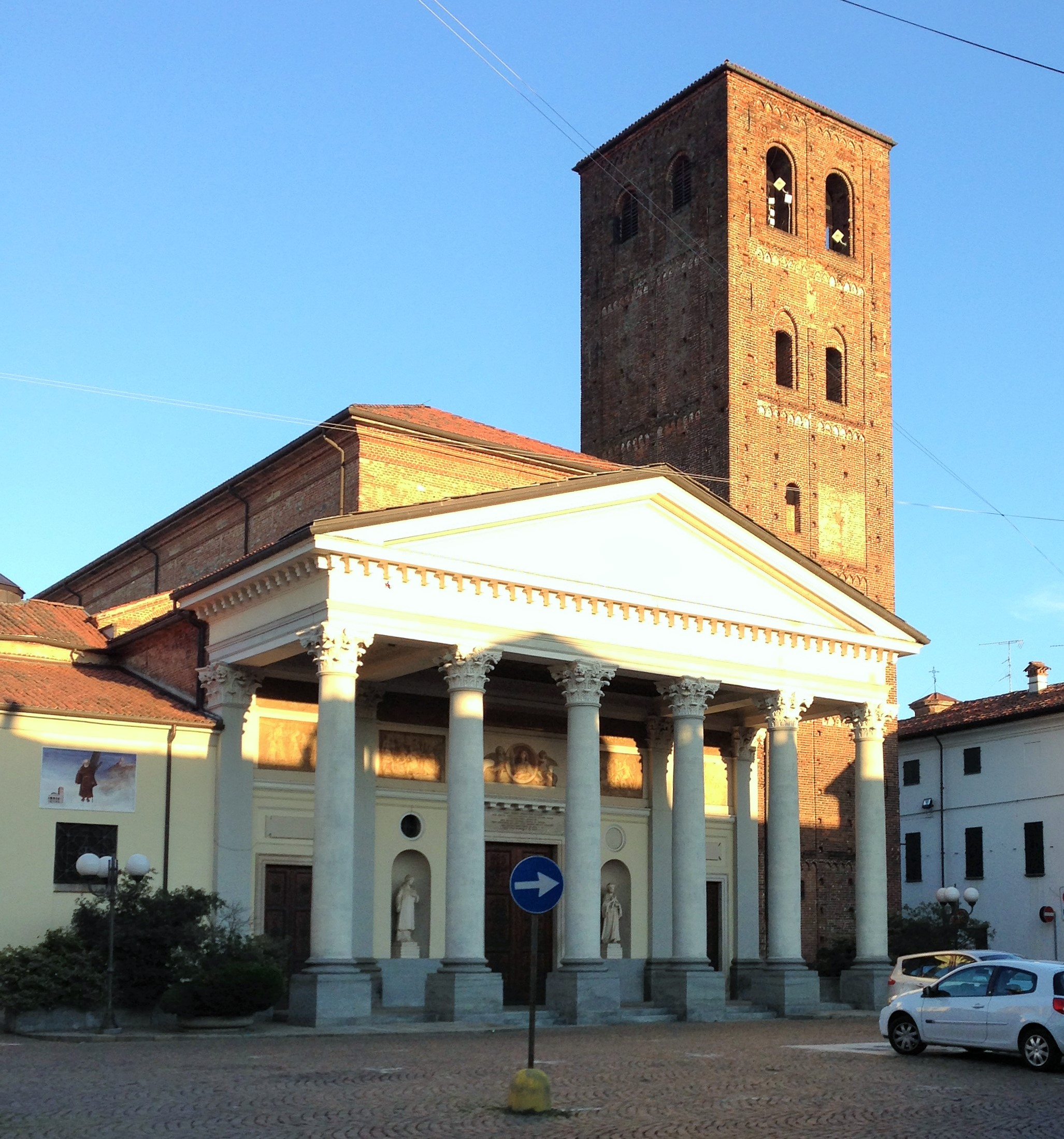
Pfarrkirche Sant’Agata e Giorgio